# Upembameer
Het Upembameer is een meer in de provincie Haut-Lomami van de Democratische Republiek Congo. Het meer, samen met het Kisalemeer, ligt in het Upembapark. Direct ten noorden van het meer ligt het Kayumbameer en ten westen het Kapondwemeer. Het Upembameer, net als de overige omliggende meren, liggen in een depressie (de Kamalondo-depressie) die gevormd is door de Lualaba, de eigenlijke bronrivier van de Kongo.
Sommige drijvende eilanden in het meer worden bewoond door vluchtelingen als gevolg van de gevechten tussen de Mai-Mairebellen en de overheid.
Abayameer · Abbemeer · Abijattameer · Afrerameer · Albertmeer · Assalmeer · Awasameer · Bamendjingmeer · Bangweulumeer · Baringomeer · Basakameer · Bittermeren · Cahora Bassa · Chamomeer · Delcommunemeer · Edwardmeer · Fitrimeer · Georgemeer · Guiersmeer · Hajkmeer · Kabambameer · Kabelemeer · Kabwemeer · Karibameer · Kisalemeer · Kitshomponshimeer · Kivumeer · Kokameer · Kyogameer · Lac Rose · Langanomeer · Mai-Ndombemeer · Manantalimeer · Malawimeer · Manyekemeer · Mofwelagune · Mwerumeer · Mweru-Wantipameer · Naivashameer · Nakurumeer · Nassermeer ·   Nyosmeer · Nzilomeer · Shalameer · Tanameer · Tanganyikameer · Tele-meer · Toshkameren · Tshangalelemeer · Tsjaadmeer · Tumbameer · Turkanameer · Upembameer · Victoriameer · Voltameer · Walilupemeer · Zimbambomeer · Ziwaymeer